# Asesinato de Leesa Gray
Leesa Marie Gray (Dorsey, Misisipi; 11 de julio de 1983 - Dorsey, Misisipi; 23 de junio de 2000) fue una joven estadounidense de 16 años que fue secuestrada el 22 de junio del año 2000 por el instructor militar Thomas Edwin Loden Jr., después de que Leesa terminara su turno en un restaurante en Dorsey (Mississippi). Loden mantuvo a Gray cautiva dentro de su furgoneta, donde abusó sexualmente de ella varias veces antes de asesinarla estrangulándola y asfixiándola durante las primeras horas de la mañana del día siguiente, 23 de junio. Esa tarde, el cuerpo desnudo de Gray fue encontrado dentro de la furgoneta de Loden, y el propio Loden fue encontrado tendido en la carretera con las palabras «Lo siento» grabadas en el pecho y heridas autoinfligidas en las muñecas.
Al año siguiente, en 2001, Loden, que renunció a su derecho a un juicio con jurado, se declaró culpable de los seis cargos penales, principalmente asesinato capital, violación y agresión sexual, y fue condenado a muerte por el asesinato de Gray. Loden permaneció encarcelado en el corredor de la muerte durante 21 años antes de ser ejecutado mediante inyección letal el 14 de diciembre de 2022.

## Secuestro y asesinato
La noche del 22 de junio de 2000, en Dorsey, un área no incorporada ubicada al noreste de Misisipi, en el condado de Itawamba, una estudiante de 16 años fue secuestrada a la salida del restaurante de su tío y posteriormente violada y asesinada por su secuestrador.
Según fuentes oficiales, la víctima, Leesa Marie Gray, de 16 años, estudiante de la Escuela Secundaria Agrícola Itawamba, trabajaba como camarera a tiempo parcial en el restaurante de su tío durante el verano antes de su último año de secundaria. Esa misma noche, terminó su turno de trabajo y, de camino a casa, su coche sufrió un pinchazo y no pudo llegar a su destino. Fue entonces cuando un marine de 35 años llamado Thomas Edwin Loden Jr. (alias Eddie Loden) se le acercó, alrededor de las 22:45 horas, y comenzó a hablar con ella, asegurándole que era marine y que podía ayudarla a solucionar el problema del pinchazo.
Al parecer, cuando Loden le preguntó a Gray si quería alistarse en el Cuerpo de Marines, ella respondió que nunca querría ser marine, algo que enfureció a Loden, que obligó a la adolescente a subir a la furgoneta. Mientras retenía a Gray dentro del vehículo, Loden violó a la joven y abusó sexualmente de ella durante más de cuatro horas, llegando incluso a grabar en vídeo algunos de estos horribles actos. Después de esto, Loden procedió a estrangular y asfixiar a Gray hasta matarla durante las primeras horas del 23 de junio de 2000.
Mientras tanto, la desaparición de Gray alertó a sus familiares, que encontraron su coche abandonado en el lugar donde fue secuestrada, con su bolso todavía dentro del vehículo. Más tarde, esa misma tarde, Loden fue visto tirado en la cuneta con las palabras «Lo siento» grabadas en el pecho y con laceraciones en las muñecas, que se había infligido a sí mismo en un intento de suicidio. Posteriormente, se descubrió el cuerpo desnudo de Gray empujado bajo un asiento abatido de la furgoneta de Loden, con las manos y los pies atados. La forense del condado de Itawamba, Shirley Davis, realizó la autopsia del cuerpo de Gray y determinó que la causa de la muerte fue asfixia por estrangulamiento manual.

Su violación y asesinato conmocionaron enormemente a toda la comunidad de Dorsey cuando se dio a conocer. Además, se reveló que los familiares de Loden y Gray se conocían, y que la tía de Loden había cosido ropa para la familia de Gray en el pasado, y uno de los familiares de Gray expresó que sentía pena por la familia de Loden por el impacto que el caso había tenido en sus vidas. La esposa de Loden, que vivía en Vicksburg con su hija, describió a Loden como un «buen padre y marido» y le costaba entender por qué su marido había cometido un crimen tan atroz. Más de un millar de personas, entre ellas la familia y los amigos de Gray, asistieron a su funeral, que tuvo lugar en el gimnasio del instituto de la joven.

## Autoría: Thomas Edwin Loden Jr.
Nacido el 16 de agosto de 1964, Thomas Edwin Loden Jr., creció en el estado de Misisipi, tuvo una infancia difícil marcada por el abuso físico y sexual. La madre de Loden tenía 17 años cuando se casó por primera vez con su padre, y el matrimonio terminó en divorcio cuando era un niño pequeño. Loden, que tenía una hermana, también fue testigo del abuso físico y sexual de su padre hacia su madre. Loden solía alternar entre vivir con sus padres y sufrir abusos por parte de sus padrastros. Cuando asistió a una escuela bíblica, Loden fue agredido sexualmente por un miembro del personal de la iglesia.
El trauma de estos diversos casos de abuso provocó que Loden desarrollara tendencias suicidas cuando era niño y que intentara suicidarse varias veces, además de tener problemas de consumo de sustancias. Loden se fue a vivir con sus abuelos a su granja en el condado de Itawamba, donde su vida dio un giro positivo. A pesar del trauma de su infancia, esto no impidió que Loden obtuviera buenos resultados en la escuela y, en 1982, se graduó en la Escuela Secundaria Agrícola de Itawamba, la misma escuela a la que asistía su víctima, Leesa Gray, antes de su muerte.
Tras terminar el instituto, Loden se alistó en el Cuerpo de Marines de los Estados Unidos, donde sirvió durante 18 años y alcanzó el rango de sargento de artillería en 2000, cuando se produjo el asesinato de Gray. Loden tenía un historial ejemplar en el ejército y también recibió premios por su buen servicio como marine. Loden también era veterano de la Guerra del Golfo y, durante la guerra, fue testigo de la muerte de su amigo íntimo y de muchos otros compañeros de su unidad, y el trauma de perder a su amigo le llevó a caer en el alcoholismo y el abuso de drogas, a desarrollar ansiedad social y a alejarse gradualmente de sus seres queridos. Un psicólogo que colaboraba con la defensa de Loden le diagnosticó un trastorno de estrés postraumático debido a su trauma infantil y a sus oscuras experiencias durante la Guerra del Golfo.
A lo largo de su vida adulta, Loden se casó tres veces. Sus dos primeros matrimonios fracasaron debido a la infidelidad de sus dos exmujeres. Loden conoció a su tercera esposa en Virginia, donde se convirtió en miembro del Equipo de Seguridad Antiterrorista del Cuerpo de Marines en 1995. La pareja se casó en Virginia y tuvieron una hija. Loden se mudó de vuelta a Misisipi con su tercera esposa y su hija, y se instaló en Vicksburg, donde trabajó como reclutador para los marines. Sin embargo, cuando Loden mató a Gray, su tercer matrimonio también se vio empañado por el distanciamiento.

## Cargos y juicio
Tras su detención, Loden, que estaba a dos meses de cumplir 36 años, fue acusado de un delito de asesinato capital, un delito de violación y cuatro delitos de agresión sexual el 24 de junio de 2000. Por el delito más grave de asesinato capital según la legislación estatal, la pena potencial era la pena de muerte o cadena perpetua con o sin posibilidad de libertad condicional. Durante el período de prisión preventiva de Loden, las autoridades estatales de Arkansas sospecharon que Loden también estaba involucrado en el asesinato de una adolescente en Arkansas y se pusieron en contacto con las autoridades de Misisipi en relación con este caso, pero Loden nunca fue acusado. En junio de 2001, debido a la amplia publicidad que rodeó el asesinato en el condado de Itawamba, el caso de Loden fue transferido al juzgado del condado de Rankin, donde sería juzgado.
El 21 de septiembre de 2001, tras ser juzgado en el Tribunal de Circuito del condado de Itawamba, Loden renunció a su derecho a un juicio con jurado y se declaró culpable de los seis cargos que se le imputaban, por lo que fue condenado por la violación y el asesinato de Leesa Gray. Del mismo modo, Loden decidió renunciar a la posibilidad de ser condenado por un jurado y dejó que fuera el juez del juicio quien decidiera su sentencia, además de no impugnar ninguna de las pruebas presentadas por el Estado ni presentar una petición de atenuantes. Antes de que se dictara sentencia, Loden se dirigió personalmente al tribunal y a la familia de Gray: «Espero que tengan algún sentido de la justicia cuando salgan de aquí hoy».
Al final del juicio de sentencia de Loden, el juez de circuito Thomas Gardner determinó que, de acuerdo con la ley de Misisipi, los cuatro factores agravantes que justificaban la pena de muerte se cumplían en el caso de Loden, y que los factores atenuantes no superaban a los agravantes. Tras sopesar las probabilidades, el juez Gardner lo condenó a muerte por el asesinato de Leesa Gray. Por los cinco cargos restantes de violación y agresión sexual, el juez también impuso cinco penas consecutivas de 30 años de prisión, hasta un total de 150 años.

## Apelaciones
En julio de 2003, Thomas Loden Jr. presentó una apelación para anular su declaración de culpabilidad por el cargo de asesinato, alegando que había sido representado por un abogado ineficaz, que se le había aconsejado erróneamente que se declarara culpable y que no había tenido la oportunidad adecuada de presentar una petición de atenuantes y solicitar la cadena perpetua en lugar de la pena de muerte. Sin embargo, un tribunal de circuito de Misisipi desestimó la apelación y, en 2007, tras elevarse al órgano superior estatal, el Tribunal Supremo de Misisipi, se rechazó la apelación de Loden contra la sentencia del tribunal de circuito, afirmando que Loden se había declarado culpable de forma voluntaria y por voluntad propia y que ello no se debía a una asistencia letrada ineficaz.
En 2008, el Tribunal Supremo de los Estados Unidos desestimó una apelación posterior de Loden. Dos años después, en 2010, la segunda petición de Loden para obtener una reparación tras la condena fue desestimada por el Tribunal Supremo de Misisipi.
En 2013, la petición de Loden de una audiencia probatoria ante un juez federal fue rechazada por el juez federal Neal Brooks Biggers Jr. del Tribunal Federal de Distrito para el Distrito Norte de Misisipi. Loden apeló esta decisión en 2014.
En marzo de 2015, el Tribunal de Apelación del Quinto Circuito de los Estados Unidos rechazó la petición de Loden de un nuevo juicio. En noviembre de ese mismo año, el Tribunal Supremo de los Estados Unidos también se negó a admitir a trámite una nueva apelación de Loden.
En febrero de 2016, Loden y otros dos condenados a muerte, Ricky Chase y Richard Jordan, apelaron ante el Tribunal de Apelación del Quinto Circuito de los Estados Unidos e impugnaron los protocolos de inyección letal del estado, pero su recurso fue desestimado. Una moción para que se volviera a examinar el caso también fue rechazada en junio de ese mismo año. En ese momento, Loden y Jordan habían agotado todas sus apelaciones y el fiscal general del estado podía solicitar al Tribunal Supremo de Misisipi que fijara las fechas de ejecución de ambos.
En 2017, el Tribunal Supremo de Misisipi rechazó otra apelación de Loden para obtener una reparación tras la condena.
En 2018, Loden apeló ante el Tribunal Supremo de Misisipi y impugnó el uso de midazolam por parte del Departamento Correccional de Misisipi en su protocolo de inyección letal, alegando que la administración de una dosis incorrecta del fármaco no sometería al condenado a un nivel de inconsciencia suficiente para no sentir ningún dolor, lo que constituía un castigo cruel e inusual al someter al condenado a un dolor intenso durante el procedimiento de ejecución.

## Sentencia de muerte
En agosto de 2017, el fiscal general Jim Hood expresó su intención de solicitar la aprobación de la orden de ejecución de Thomas Loden Jr. después de que los funcionarios de la prisión de Misisipi confirmaran que habían obtenido nuevos suministros de medicamentos para facilitar las ejecuciones por inyección letal. En ese momento, debido a impugnaciones legales y a la escasez de fármacos, en el estado se mantenía una moratoria no oficial de las ejecuciones desde 2012, después de que Gary Carl Simmons Jr. fuera ejecutado por última vez por asesinar a un traficante de drogas local en 1996. La moratoria duró nueve años, hasta que el estado reanudó las ejecuciones en 2021; David Neal Cox, de 50 años, declarado culpable de asesinar a su exmujer en 2010, fue ejecutado el 17 de noviembre de 2021 tras renunciar a su derecho a apelar.
El 4 de octubre de 2022, 21 años después de que Loden fuera condenado a muerte, el fiscal general de Misisipi presentó una moción ante el Tribunal Supremo de Misisipi para solicitar la aprobación de la orden de ejecución de Loden. Mientras el estado trataba de fijar la fecha de ejecución de Loden, este y otros cuatro condenados a muerte se vieron envueltos en una demanda federal en la que se impugnaba el protocolo de inyección letal del estado y el uso de una inyección letal de tres fármacos para ejecutar a los delincuentes. La demanda fue rechazada inicialmente por el Tribunal de Apelación del Quinto Circuito de los Estados Unidos antes de ser devuelta a los tribunales de distrito para una nueva vista. La Fiscalía General reveló en un comunicado que la demanda «no era un impedimento para fijar la ejecución de Loden».
El 17 de octubre de 2022, los abogados de Loden se opusieron a la moción del estado de fijar una fecha de ejecución para Loden mientras aún formaba parte de una demanda federal en curso en relación con los protocolos de ejecución de Misisipi y la demanda aún no se había resuelto, y sus vías de apelación no se habían agotado en vista de esta situación, lo que hacía inadecuado ejecutar a Loden.
El 17 de noviembre de 2022, por una decisión mayoritaria de siete a dos, el Tribunal Supremo de Misisipi aprobó la orden de ejecución de Loden, cuya fecha de ejecución estaba prevista para el 14 de diciembre de 2022. El presidente del Tribunal Supremo, Michael Randolph, uno de los siete que redactó la decisión mayoritaria, dictaminó que el tribunal estaba convencido de que Loden había agotado todas las vías de apelación estatales y federales y aceptó la solicitud del fiscal general.
El 28 de noviembre de 2022, el juez federal de distrito Henry Wingate, que conoció la demanda de Loden y los otros cuatro, declaró que emitiría un fallo en relación con el asunto, señalando especialmente que la pena de muerte de Loden estaba prevista para ejecutarse en dos semanas. Los abogados de Loden continuaron solicitando la suspensión de la ejecución, ya que la demanda aún se estaba tramitando ante los tribunales y su participación seguía siendo necesaria.
El 7 de diciembre de 2022, una semana antes de la fecha prevista para la ejecución de Loden, el juez federal Wingate permitió que la ejecución de Loden siguiera adelante a pesar de la demanda. Dictaminó que el Tribunal Supremo de los Estados Unidos había confirmado en 2015 un protocolo de inyección letal con tres fármacos en otro caso de Oklahoma, y que los demandantes no habían demostrado sus argumentos al oponerse a los protocolos de ejecución del estado. Se confirmó que la pena de muerte de Loden se llevaría a cabo mediante inyección letal, el principal método de ejecución utilizado en Misisipi, donde también se permitían como métodos alternativos de ejecución el fusilamiento, el gas letal o la electrocución.
El 11 de diciembre de 2022, tres días antes de la ejecución, la madre de Leesa Marie Gray, Wanda Farris, accedió a ser entrevistada y habló sobre la muerte de su hija. Farris la describió como una chica «alegre y despreocupada» que siempre sonreía y amaba la vida, y dijo que aspiraba a ser maestra, le encantaba participar en el grupo juvenil de la iglesia, formaba parte del coro de la escuela y defendía sutilmente a otros adolescentes que eran víctimas de acoso escolar. Farris, que creía en la pena de muerte y tenía previsto asistir a la ejecución de Loden, afirmó que no creía en la disculpa de Loden, aunque hacía años que le había perdonado por el asesinato de su hija. La mejor amiga de Gray, Lisa Darracott, cuyo apellido de soltera era Sheffield antes de casarse, describió a Gray, a quien conoció en el jardín de infancia, como «tranquila y extrovertida» y acogedora con los demás, y ambas disfrutaban pasando tiempo juntas. Darracott también esperaba encontrar paz a través de la ejecución de Loden.

## Ejecución
El 14 de diciembre de 2022, Thomas Edwin Loden Jr., de 58 años, fue ejecutado formalmente mediante inyección letal en la Penitenciaría Estatal de Misisipi. Cuando se le preguntó si tenía últimas palabras antes de que comenzara el procedimiento de ejecución, Loden expresó su arrepentimiento por la violación y el asesinato de Leesa Gray, y declaró que deseaba que la familia de Gray encontrara paz y cierre, y que había intentado compensar sus crímenes haciendo todo el bien que pudo durante los últimos 21 años de su vida en prisión. Concluyó sus últimas palabras diciendo «Te quiero» en japonés. Loden fue declarado muerto a las 18:12 por la forense del condado de Sunflower, Heather Burton.
Para su última comida, Loden pidió chuletas de cerdo fritas, okra frita, boniato asado, galletas Pillsbury Grands con mantequilla y melaza, tarta de melocotón con helado de vainilla francesa y té dulce Lipton. El comisionado de prisiones Burl Cain reveló que, a pesar de haberse quejado de que había demasiado sirope, Loden fue capaz de terminarse su última comida.
En una rueda de prensa, el superintendente de Parchman, Marc McClure, declaró que Loden, que no planeó ni presentó ninguna apelación de última hora para retrasar su ejecución, se encontraba de buen humor y resignado a su inminente destino. Varios manifestantes que se oponían a la ejecución de Loden se reunieron frente a la prisión y la mansión del gobernador de Misisipi, Tate Reeves, para protestar contra la ejecución, mientras que los miembros de la Iglesia Bautista Bethel, a la que Gray asistía antes de su muerte, celebraron una vigilia y vistieron ropa morada en memoria de Gray.
Thomas Edwin Loden Jr. fue la segunda persona condenada a muerte ejecutada en Misisipi tras la reanudación de las ejecuciones en el estado en 2021 y la vigésimo tercera persona ejecutada en Misisipi desde 1983, después de que Estados Unidos reanudara el uso de la pena capital en 1976.